# Stanisław Aleksander Łoknicki
Stanisław Aleksander Marianowicz Łoknicki herbu Nieczuja – wojski brzeskolitewski w latach 1627–1633, podleśniczy bielski.
Był elektorem Władysława IV Wazy z województwa brzeskolitewskiego w 1632 roku.